# Eidsborger Schleifsteinbruch
Im Eidsborger Schleifsteinbruch (norwegisch: Brynesteinsbrot) wurden Steine abgebaut, die als Schleifsteine für Klingen aller Art jahrhundertelang begehrt waren.

## Lage
Eidsborg ist ein kleiner Ortsteil der Kommune Tokke in der norwegischen Provinz Telemark. Er befindet sich etwa drei Kilometer nördlich der Hauptsiedlung Tokke in 530 Meter Höhe. Bekannt ist der Ort auch durch seine Stabkirche.
Der Steinbruch ist vom Vest-Telemark-Freiluftmuseum mit der Stabkirche aus an den Hängen der Berge sichtbar. Er befindet sich wenige hundert Meter nördlich der Straße Nr. 45, die von Dalen nach Høydalsmo verläuft, und ist nach Querung eines Baches über einen unauffälligen Trampelpfad erreichbar.

## Geschichte
Der Betrieb und der Export der Schleifsteine ist bis in das 8. Jahrhundert belegt, wahrscheinlich aber noch länger. Ab etwa 1000 dominierten die Eidsborger Schleifsteine das Gebiet um die gesamte Nordsee. Ausfuhrhäfen waren Skien und Langesund. Handelsschiffe nutzten die Schleifsteine als handelbaren Ballast.
Anfangs war der Stein eine Ressource, die Bauern bei Bedarf abbauten, da damit auch Steuerschulden beglichen werden konnten. 1358 wurde beschlossen, dass nur Bürger der Stadt Skien das Recht hatten, den Stein zu handeln. Der Steinbruch war zeitweilig in Privatbesitz, zeitweilig in Kirchenbesitz. 1778 erwarben lokale Bauern die Handelsrechte und setzten auf einem jährlichen „Steinthing“ Preise und Quoten fest. Ein großer Aufschwung war nach 1800 zu verzeichnen.
Obwohl die Lagerstätte nicht ausgeschöpft ist, wurde der Betrieb 1952 aus wirtschaftlichen Gründen eingestellt. Im Handel sind die Steine nicht mehr erhältlich.

## Abbaumethoden und Verarbeitung
Die Steine wurden durch Feuersetzungen, Ausnutzung von Frostsprengungen und später mit Industrie-Sprengstoffen gebrochen, mit Keilen auf lange, schmale Einheiten geformt, die vornehmlich als Schleifsteine für Sensen gebraucht wurden. Außerdem entstanden kleine Steine für die „Hosentasche“ und größere „Banksteine“ für Werkstatt und Küche. Mit einfachen Maschinen wurden die Nutzflächen plan geschliffen.

## Das Material
Die Steine bestehen aus einem sehr feinen, dünnschichtigem und gleichmäßigem Quarz-Glimmerschiefer von grauer Farbe, der mitunter Spuren von Eisenoxiden aufweist. Es sind feinkörnige und grobkörnige Steine bekannt.

## Heutige Situation
Außer großflächigen Abfallhalden am Hang des Berges ist von der einstigen Produktion nicht mehr viel zu sehen. Es ist aber möglich, auf den Halden Steinbrocken zu finden, die sich nach Herrichtung (Planschliff der Nutzfläche) hervorragend als Schleifstein eignen. Der Planschliff erfolgt relativ schnell mit Siliziumkarbid als rollendem Korn unter Zusatz von Wasser auf einer Keramikplatte.

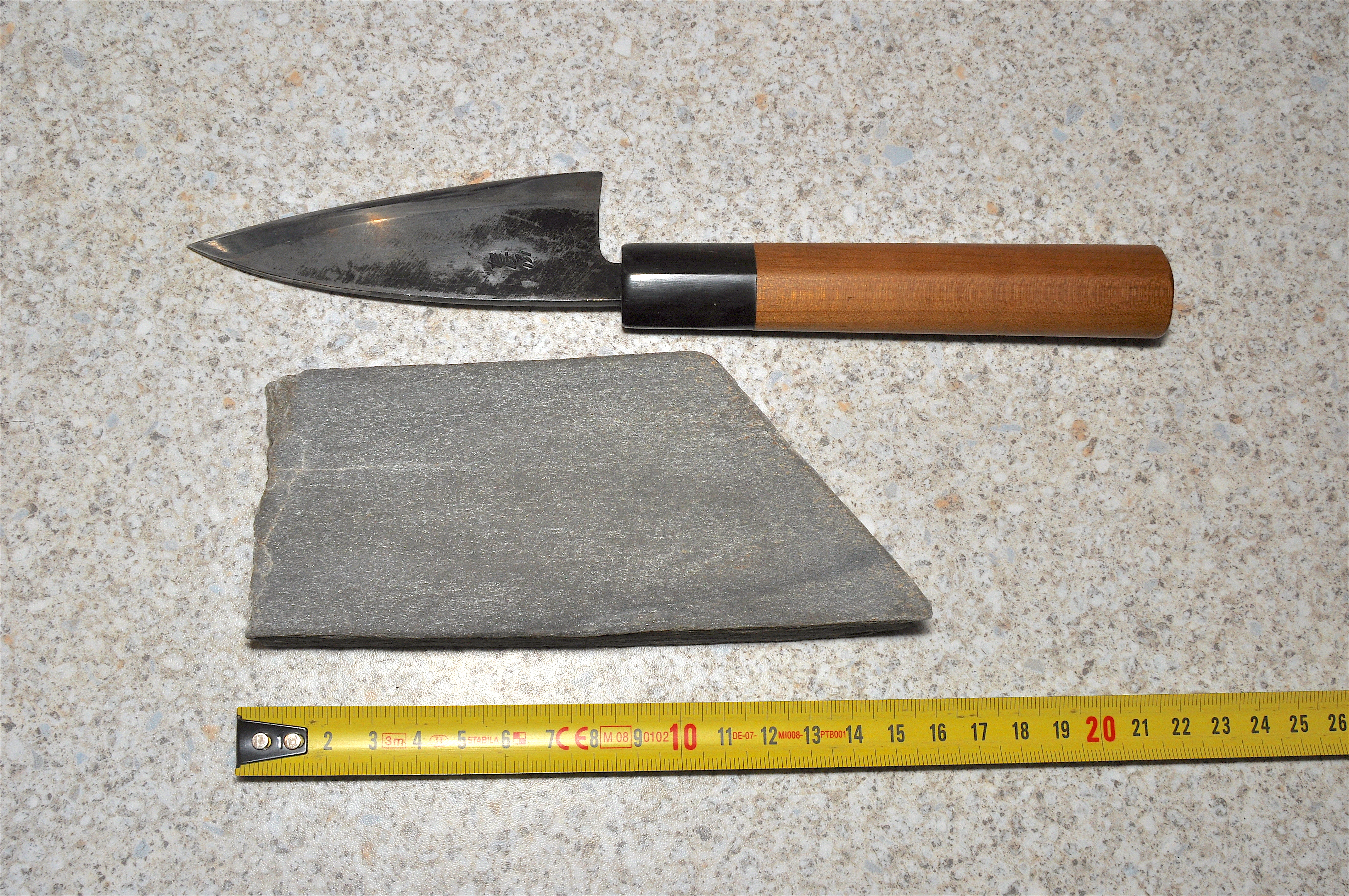
Aus der Abfallhalde des Steinbruchs gewonnener und plan geschliffener Schleifstein mit Messer Ajikiri und Größenvergleich

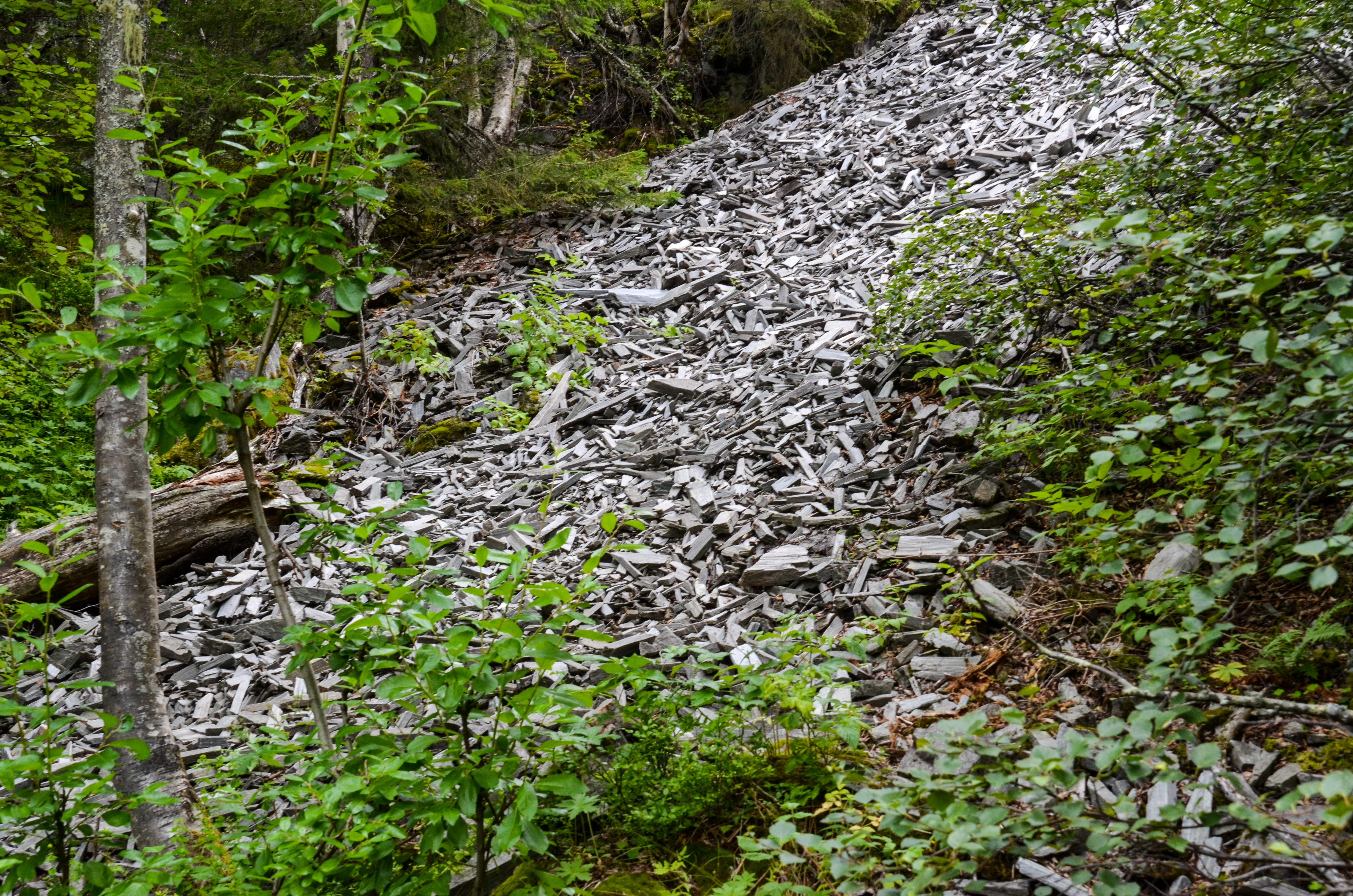
Abfallhalde des Steinbruchs an der Straße nr. 45 bei Eidsborg

## Schleifeigenschaften der Eidsborger Schleifsteine
Die Steine sind als eher hart einzustufen und haben eine Körnung, die nach der JIS-Skala bei etwa 1500 bis 2000 anzusiedeln ist. Das Schliffbild an einer Klinge ist feinschrammig und kann bis zu einer Politur gehen. Die Schneide erreicht eine aggressive Schärfe, die sich für die Verarbeitung von Lebensmitteln sehr gut eignet. Für sehr stumpfe Klingen sind die Steine weniger geeignet. Der Anwendungsbereich liegt im Bereich des Schärfens und Abziehens von Klingen mit bereits vorhandener Grundschärfe.
Die Steine sind mit Wasser zu benutzen, Anfeuchten ist ausreichend, langes Wässern nicht erforderlich. Trockenes Schleifen kann die Steine zusetzen. Gelegentliches Anreiben mit gleichartigem Material bzw. Abrichten ist zu empfehlen.

## Trivia
Im Vest-Telemarkmuseum von Eidsborg wird ausführlich über den Schleifsteinabbau und die Verarbeitung berichtet. Geräte und Werkzeuge werden gezeigt und die hier angeführten Fakten dargelegt.

## Quelle
- Schriften des Vest-Telemark Museum Eidsborg/Telemark